# Drzewostan dojrzewający

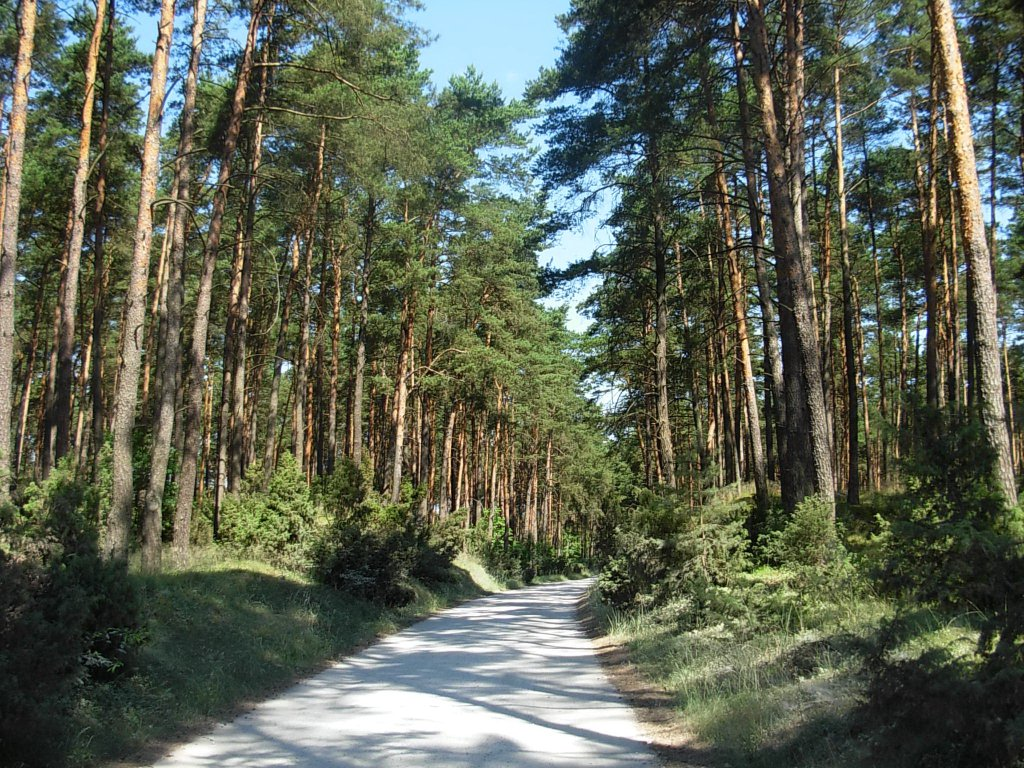
Drzewostan dojrzewający

 Drzewostan dojrzewający – faza rozwoju drzewostanu  następująca po drągowinie obejmująca pokolenie drzew gatunków lasotwórczych. Faza drzewostanu dojrzewającego obejmuje lata życia drzewostanu od  50 do 80 lat. W tym okresie brak u drzew przyrostu na długości i znikomy przyrost na grubości a większość drzew regularnie rodzi nasiona.